# السيله السفلى (نعمان)

تعديل مصدري - تعديل

السيله السفلى هي إحدى قرى عزلة الجدير بمديرية نعمان التابعة لمحافظة البيضاء، بلغ تعداد سكانها 44 نسمة حسب تعداد اليمن لعام 2004.